# André Cornette
Pour les articles homonymes, voir Cornette.
André Cornette (Fleurey-sur-Ouche, 5 mars 1819 - Spring Hill College (en), Alabama, 21 mars 1872) est un missionnaire jésuite français. 

## Biographie
Membre de la Compagnie de Jésus dès 10 septembre 1840, il est missionnaire en Nouvelle-Grenade lorsqu'il est envoyé au Mexique où il assiste au tremblement de terre de Mexico de février 1855. 
Malade, il quitte Mexico le 27 août 1855 pour rejoindre le Guatemala où ses supérieurs l'ont nommé. Il visite pendant le trajet la pyramide de Cholula, passe la chaîne du rio Frio et, après Puebla, continue sa route par Acatzingo et Orizaba et les gorges d'Atoyac avant d'atteindre Veracruz (4 septembre) où il embarque pour La Havane. 
Après dix jours de repos dans la capitale cubaine, il gagne Trujillo au Honduras le 25 septembre puis fait escale à l'île Roatán avant de suivre la côte nord du Honduras puis du Guatemala. 
Il remonte ensuite le rio Dulce et atteint Izabal le 1er novembre. Il traverse la sierra de Verapaz et, en passant par Gualán, Zacapa et Chimalapa joint enfin Guatemala. 
En décembre, Cornette part rencontrer les Indiens de la province de Vera Paz mais, capturé par des rebelles guatémaltèques, est gardé prisonnier à Salama. 
Libéré, il rejoint Guatemala où il devient directeur de l'observatoire du collège des Tridentins où il effectuera de nombreux relevés astronomiques et géographiques. 
Il meurt à Spring Hill College (en) à Mobile, aux États-Unis en mars 1872.

## Travaux
Cornette établit lors de ses voyages de nombreuses déterminations de coordonnées et d'altitudes ainsi que deux coupes géologiques de Puebla à Veracruz et à travers le Guatemala, et une carte de la côte septentrionale du Honduras. Ses travaux seront repris en 1865 par Auguste Dollfus et E. de Montserrat. 
Ses Lettres inédites sur la Nouvelle-Grenade ont été publiées en 1855 dans les Nouvelles annales des voyages et son ouvrage Relation d'un voyage de Mexico à Guatémala dans le cours de l'année 1855 en 1858. 